# Polyura narcaeus
Polyura narcaeus är en fjärilsart som beskrevs av William Chapman Hewitson 1854. Polyura narcaeus ingår i släktet Polyura och familjen praktfjärilar. Inga underarter finns listade i Catalogue of Life.

## Bildgalleri

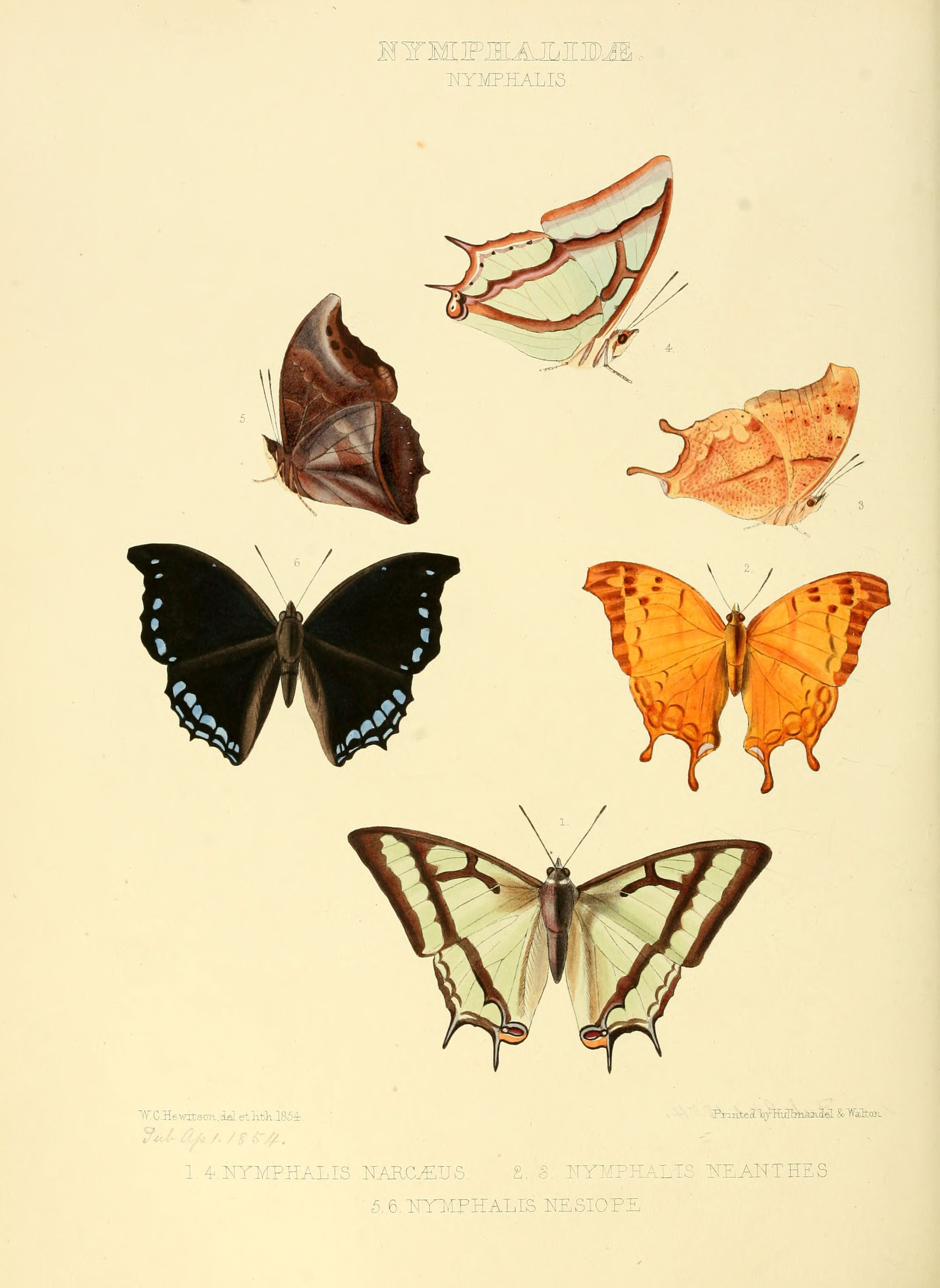
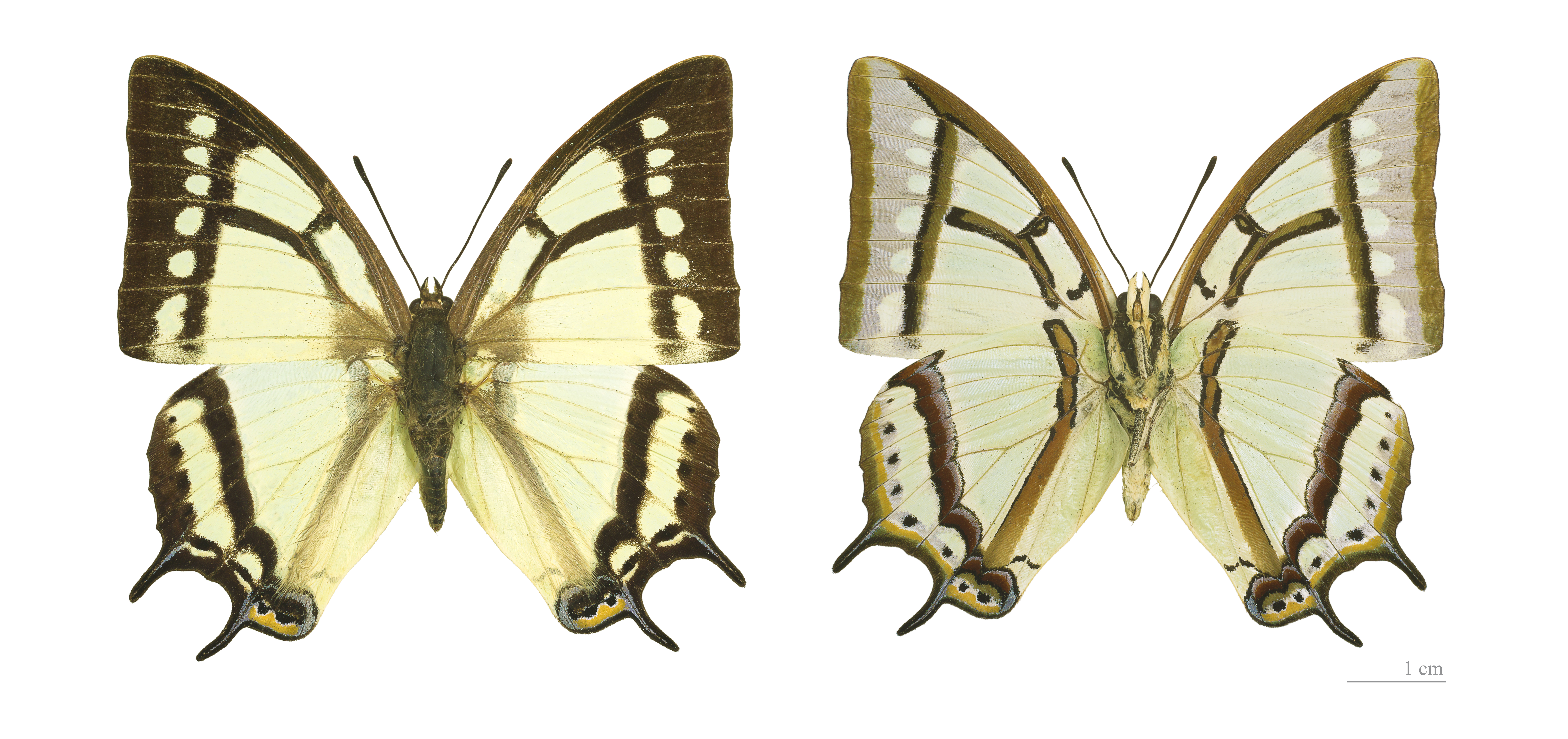
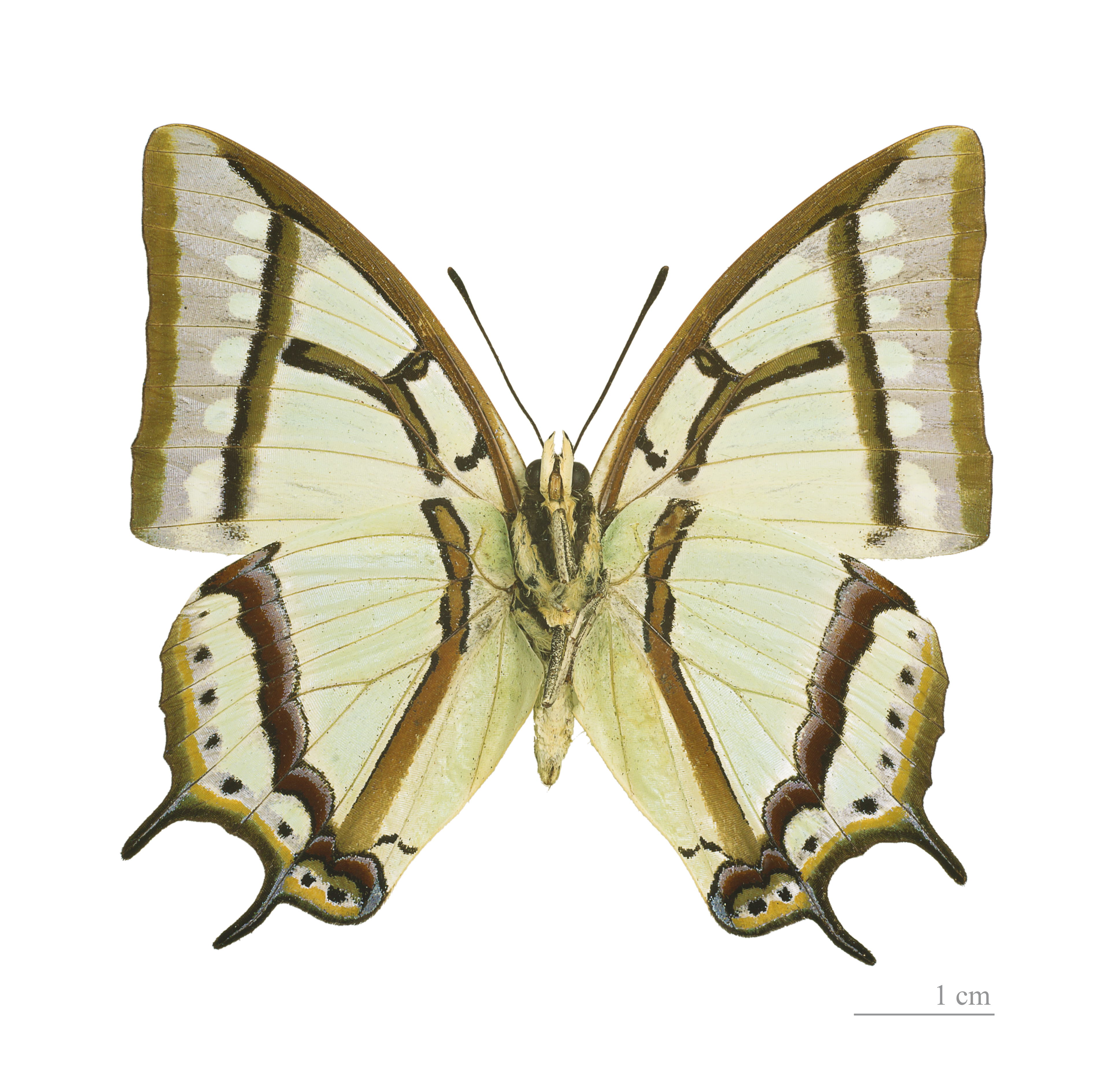
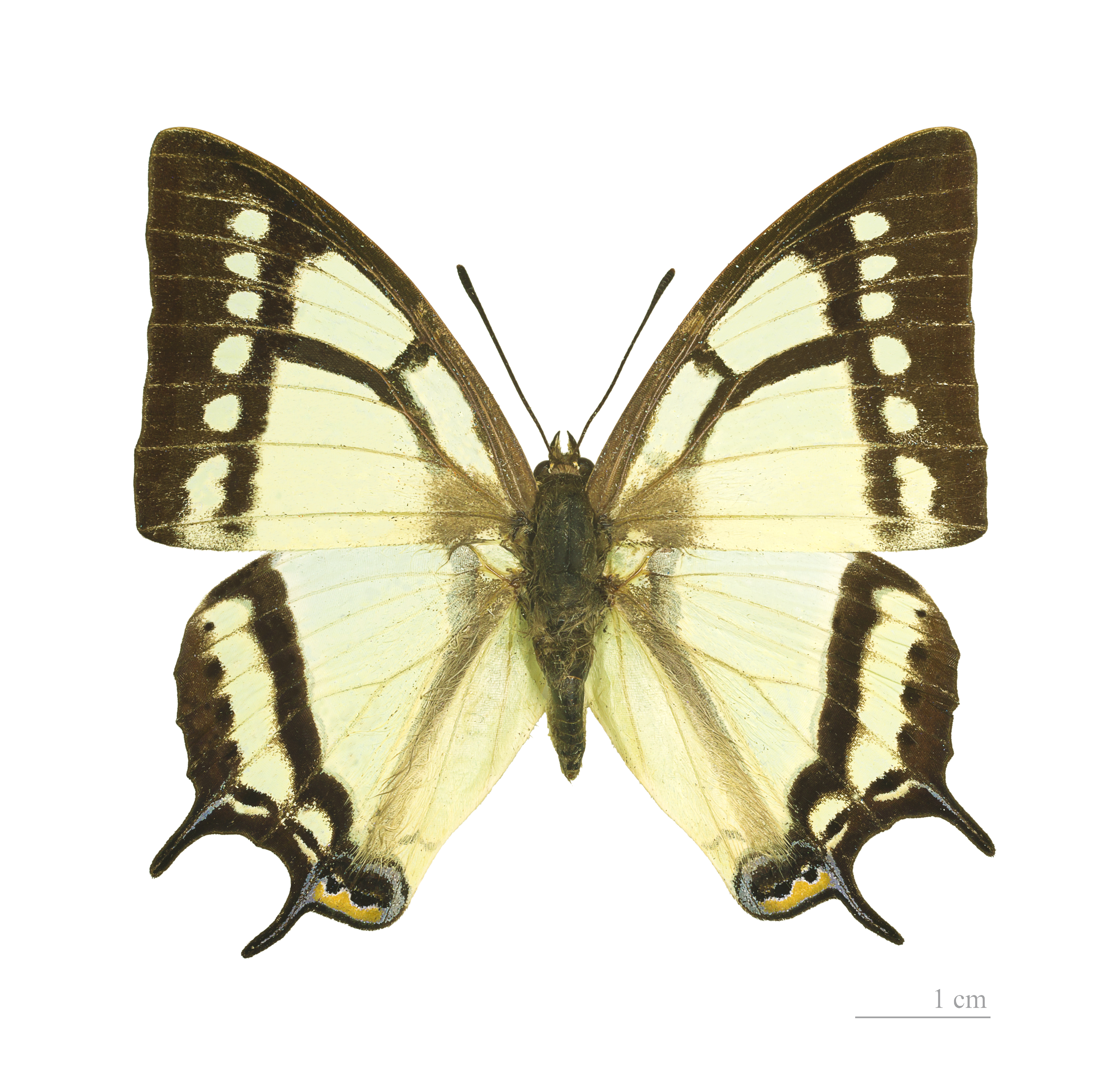